# Amatitlán, Maravilla Tenejapa
Amatitlán är en ort i Mexiko.   Den ligger i kommunen Maravilla Tenejapa och delstaten Chiapas, i den sydöstra delen av landet, 900 km öster om huvudstaden Mexico City. Amatitlán ligger 188 meter över havet och antalet invånare är 401.
Terrängen runt Amatitlán är lite kuperad. Runt Amatitlán är det ganska glesbefolkat, med 30 invånare per kvadratkilometer. Närmaste större samhälle är Santo Domingo de las Palmas, 11,6 km söder om Amatitlán. I omgivningarna runt Amatitlán växer i huvudsak städsegrön lövskog.